# فاي آدامز
فاي آدامز (بالإنجليزية: Faye Adams)‏ هي مغنية أمريكية، ولدت في 22 مايو 1923 في نيوآرك في الولايات المتحدة.

## وصلات خارجية
- فاي آدامز على موقع IMDb (الإنجليزية)
- فاي آدامز على موقع ميوزك برينز (الإنجليزية)
- فاي آدامز على موقع أول ميوزيك (الإنجليزية)
- فاي آدامز على موقع ديسكوغز (الإنجليزية)